# Annaka
Annaka (安中市 Annaka-shi?) es una ciudad en la prefectura de Gunma, Japón, localizada en la parte central de la isla de Honshū, en la región de Kantō. El 1 de marzo de 2021 tenía una población estimada de 54 607 habitantes y una densidad de población de 198 personas por km².

## Geografía
Annaka se encuentra en la parte suroeste de la prefectura de Gunma, en el extremo más septentrional de la llanura de Kantō. Limita con las ciudades de Takasaki, Tomioka y Shimonita en Gunma y con Karuizawa en la prefectura de Nagano.

## Historia
Durante el período Edo, el área actual de Annaka era el centro del dominio Annaka, un dominio feudal en poder del clan Itakura bajo el shogunato Tokugawa en la provincia de Kōzuke. El área también prosperó desde su ubicación en la carretera Nakasendō que conectaba Edo con Kioto. Las estaciones ubicadas dentro de las fronteras de la moderna Annaka eran Itahana-shuku, Annaka-shuku, Matsuida-shuku y Sakamoto-shuku.
El pueblo de Annaka se formó el 1 de abril de 1889 dentro el distrito de Usui. El 1 de marzo de 1955 se fusionó con los pueblos vecinos de Haraichi, Isobe e Itahana, y las villas de Higashiyokono, Iwanoya, Akima y Gokan. Fue elevado al estatus de ciudad el 1 de noviembre de 1958. El 18 de marzo de 2006 el pueblo de Matsuida se fusionó con Annaka. El distrito de Usui se disolvió como resultado de esta fusión.

## Demografía
Según los datos del censo japonés, la población de Annaka se ha mantenido relativamente estable en los últimos 50 años.
| Gráfica de evolución demográfica de Annaka entre 1940 y 2015 |
|                                                              |
| Oficina de Estadística de Japón                              |

## Ciudades hermanas
- Kimberley, Columbia Británica, Canadá, desde diciembre de 2005.